# Vall-llobrega
Vall-llobrega – gmina w Hiszpanii, w prowincji Girona, w Katalonii, o powierzchni 5,43 km². W 2011 roku gmina liczyła 904 mieszkańców.